# Kurupa River
Der Kurupa River ist ein 134 km langer rechter Nebenfluss des Colville River im Norden von Alaska. 

## Flusslauf
Seine Quelle liegt an der Nordflanke der Brookskette im Gates-of-the-Arctic-Nationalpark. Er fließt in nördlicher Richtung und mündet 34 km südwestlich des Ikpikpuk River in den Colville River, der durch die North Slope zum Arktischen Ozean fließt. Der Kurupa River ist einer von vielen Flüssen und Bächen, die den Colville River von der Brookskette nördlich der kontinentalen Wasserscheide her speisen.
Der Name des Flusses wurde erstmals 1901 von W. J. Peters und F. C. Schrader vom United States Geological Survey dokumentiert. Vermutlich ist er von „Kurugak“ abgeleitet, das in der Sprache der Ureinwohner Alaskas so viel wie Ente bedeutet.
Das Dictionary of Alaska Place Names führt neben Kurupa River auch Kurupa Creek und Kootcheak River als Namen für den Fluss.